# Nati nel 1154
| Questa pagina contiene informazioni ricavate automaticamente dalle voci biografiche con l'ausilio del template Bio e di un bot. L'aggiornamento è periodico e automatico e ricostruisce completamente la pagina. Se manca una persona in questa lista, sei pregato di non aggiungerla, ma accertati piuttosto che la sua voce biografica contenga il template Bio e che i dati anagrafici siano correttamente compilati. Se il template Bio manca, inseriscilo tu stesso o, in alternativa, metti l'avviso {{tmp\|Bio}} che ne segnala la mancanza. Se i dati riportati sono sbagliati, correggi direttamente la voce biografica; le modifiche saranno visibili in questa lista entro pochi giorni. Per chiarimenti vedi il progetto biografie. La lista contiene solo le 11 persone che sono citate nell'enciclopedia e per le quali è stato implementato correttamente il template Bio. Pagina aggiornata al 10 ago 2025. |

- 17 aprile - Sancho VII di Navarra, re († 1234)
- 23 giugno - Giovanni de Matha, presbitero e santo francese († 1213)
- 21 settembre - Sancha di Castiglia, regina († 1208)
- 2 novembre - Costanza d'Altavilla, nobile normanna († 1198)
- 11 novembre - Sancho I del Portogallo, re († 1212)
- Agnese d'Austria, nobildonna austriaca († 1182)
- Agnese d'Antiochia, regina ungherese
- Roberto II di Dreux, generale francese († 1218)
- Duncan II, conte di Fife, nobile e magistrato scozzese († 1204)
- Minamoto no Yoshinaka, militare giapponese († 1184)
- Vsevolod III di Vladimir, principe († 1212)